# Bettembourg
Bettembourg (luxemburguès Beetebuerg, alemany Bettemburg) és una comuna i ciutat del sud de Luxemburg. Forma part del Cantó d'Esch-sur-Alzette, que forma part del Districte de Luxemburg. Limita amb les comunes de Dudelange, Kayl, Mondercange, Leudelange i Roeser.
El 2005, la vila de Bettembourg, que es troba a l'est de la comuna, tenia 7.157 habitants. Altres ciutats a la comuna són Abweiler, Fennange, Huncherange, i Noertzange.
Els habitants, per nacionalitats, es classifiquen en:
- Luxemburgesos : 63,5%
- Portuguesos : 16,8%
- Francesos : 4,8%
- Italians : 4,2%
- Iugoslaus : 3,0%
- Belgues : 1,7%
- Alemanys : 1,3%
- Altres : 2,2%